# Trashion
 (mars 2024).
Motif : L'article semble être un regroupement d'articles encyclopédiques d'artistes et non un véritable article sur le trashion. Le ton employé est trop journalistique et trop peu d'informations sont sourcées.

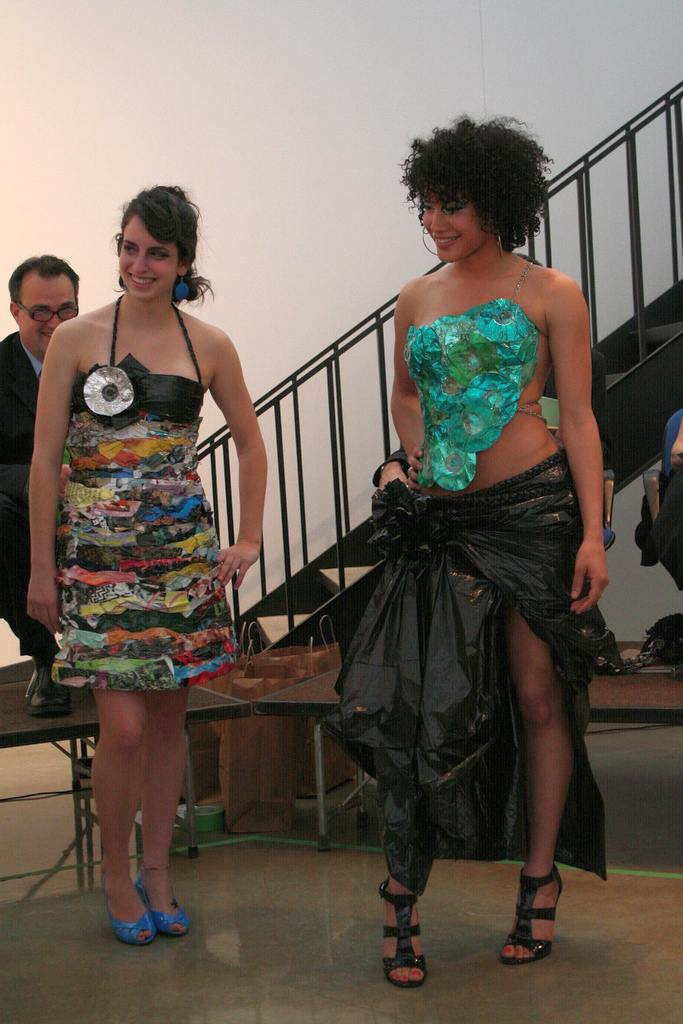
Défilé de mode annuel Fashion Trashion organisé par le programme Studio Art de l'Université du Minnesota, à Morris. Les élèves des classes d'art débutant ont conçu et fabriqué des tenues à partir de déchets et de matériaux recyclés.

Le trashion (mot-valise de « trash » - déchets et de « fashion » - mode) est un mouvement artistique basé sur la réutilisation de déchets pour en faire des vêtements.

## Étymologie et définition
Le mot « trashion » est un mot-valise composé des mots anglais « trash » (déchets) et « fashion » (mode).
Initialement, la trashion était utilisée pour décrire les costumes art-couture généralement liés à des concours ou à des défilés de mode. Cependant, comme le recyclage et la mode « verte » sont devenus plus courants, la mode a pris un virage pour les plus portables. Le terme est maintenant largement utilisé dans les cercles créatifs pour décrire tout article ou accessoire portable qui est fabriqué à partir de matériaux recyclés en tout ou en partie, y compris les vêtements qui ont été économisés et reconditionnés.

## Philosophie
Trashion est une philosophie et une éthique englobant l'environnementalisme et l'innovation. Fabriquer des objets traditionnels à partir de matériaux recyclés peut être démodé, tout comme la mode avant-gardiste à partir de rebuts ou de déchets. Il découle du désir de tirer le meilleur parti de ressources limitées.
Trashion est similaire à l'upcycling et au remodelage, bien qu'il ait commencé avec des aspirations de mode spécifiques. Tout comme l'upcycling, trashion génère des articles qui sont à nouveau valorisés, mais ces articles peuvent être à faible coût ou à coût élevé. L'objectif environnemental de trashion est d'attirer l'attention et de réduire les effets polluants des déchets de mode.

## Histoire
Trashion est devenu un style d'art depuis les années 1990. La mode est également le sujet des projets scolaires, des défilés de mode locaux, des expositions de centre communautaire, et des collectes de fonds, parmi à d'autres fins. Dans les années 1990, l'artiste américaine Ann Wizer a commencé à utiliser des déchets plastiques dans son art portable. Travaillant aux Philippines et titrant sa réplique « Virus Project », Wizer a créé un ensemble de costumes entièrement fabriqués à partir de déchets plastiques post-consommation pour célébrer le Jour de la Terre.
Les premiers sacs d'emballage en plastique étaient des accessoires de ces costumes. Il y a maintenant de nombreux projets d'intervention à petite échelle contre la pauvreté dans toute l'Asie du Sud-Est en train de créer des accessoires de mode similaires et d'autres articles de mode et d'articles pour la maison. Cela inclut XSProject, une organisation caritative fondée à l'origine par Wizer et basée à Jakarta.
Le mouvement Trashion a décollé à New York dans les années 2000 par le biais de soirées underground dans la partie inférieure Est de Manhattan dans un club appelé Plan B. Trashion faisait partie de la mode d'Urban Gypsy Circus, qui est une fête d'art interactive organisée par l'artiste multimédia Miz Metro.
Ces soirées exposaient des œuvres d'art fabriquées à partir de matériaux recyclés et incluaient des « Trashion Faceoffs » mensuels où deux designers se disputaient le titre de « Trashion Queen » (« Reine du trashion » en français). Cela a conduit Matthew Namer & Miz Metro à organiser l'exposition d'art TRASHION à la galerie 151 exposée au cours de l'été 2009 dans la partie inférieure Est de Manhattan.
Trashion est devenu un style d'art très populaire. Par exemple, en 2006, Julia Genatossio a lancé Monsoon Vermont, une maison de design de mode. La société conçoit des articles tels que des parapluies, des rideaux de douche et des sacs à dos fabriqués à partir des ordures récupérées de Jakarta. Contrairement au XSProject, Monsoon Vermont est une entreprise à but lucratif.
Trashion fait également l'objet de projets scolaires, de défilés de mode locaux, d'expositions de centres communautaires et de collectes de fonds, entre autres.
Certains artistes contemporains de la mode incluent Marina DeBris et Nancy Judd.

## Grands typiques Trashion Show

### Hartford's Trashion Fashion: transformer les déchets en art portable
Chez Trashion Fashion de Hartford, les étudiants et les designers nous montrent ce qui peut arriver lorsque nous transformons des ordures en art portable.
Certaines personnes regardent l'ampleur de notre problème de pollution planétaire - en particulier le plastique qui obstrue nos océans et nos mers - et jettent simplement la main. Amy Merli a lancé Trashion Fashion, un programme basé à Hartford qui utilise la mode et le design pour éduquer les communautés sur le problème des déchets. En transformant des matériaux non recyclables et non compostables en art portable, Trashion Fashion envoie un message fort sur ce que nous choisissons de jeter et les opportunités possibles au-delà de la poubelle qui existent pour des articles comme les K-cups.
Merli, qui a une formation en gestion de scène et en danse, a lancé l'idée en 2011. « C'était l'une de ces choses que j'ai vues lors d'un défilé », dit-elle. « J'ai vu quelque chose fait à partir de déchets et je me suis dit : « Oh, ce serait vraiment cool de mettre cela ensemble, mais associez-le avec la danse » ». Trashion s'est développé dans tout le Connecticut et s'est étendu à New York et à Washington, D.C. Trashion Fashion visite des écoles et, en ligne, a atteint 45 pays différents, dont beaucoup ont contribué à des créations pour les défilés de Trashion.
Il y a un « mouvement sympathique et croissant de passionnés et de militants environnementaux » à Hartford, dit Merli, ce qu'elle adore dans la ville. Les efforts du Connecticut en général pour devenir un État vert ont maintenu Merli ici depuis l'enfance. Elle a grandi à Harwinton, où sa mère imposait strictement le recyclage, et a étudié la danse au Conservatoire de Hartford.
Maintenant, elle se retrouve entourée de personnes partageant les mêmes idées avec des idées tout aussi enthousiastes sur les déchets recyclés. « L'année dernière, nous avions cet artiste qui collectionnait des emballages de gomme depuis les années 70 », dit Merli. D'autres étudiants et artistes ont utilisé de petits morceaux de plastique et de polystyrène pour créer des vêtements, ou de vieux fils et CD, des rideaux de douche, du papier bulle et, bien sûr, des K-Cup. Une personne a fabriqué un morceau de cassettes VHS entrejambes.
Merli encourage ses designers à utiliser des matériaux qui ne peuvent pas être recyclés. Si on colle et peint un tas de papier mouchoir et de papier journal, on transforme essentiellement un matériau anciennement recyclable en un matériau non recyclable, ce qui est contraire à l'esprit du spectacle. En se concentrant sur les déchets qui ne peuvent vraiment pas être réutilisés, dit-elle, on commence à porter une nouvelle attention aux petits objets qu’on jette mais auxquels on ne pense pas.

### Massachusetts Institute of Technology (MIT) Trashion Show: allier mode et durabilité
Le MIT Trashion Show est un défilé de mode qui célèbre le design de mode créatif et promeut la réduction des déchets et la durabilité. Les étudiants designers du MIT et d'autres écoles de la région de Boston créent des pièces faites de déchets et de matériaux recyclés, qui sont ensuite calquées sur notre piste. Trashion a été fondée en 2011, est un événement annuel organisé par le comité de l'Association de premier cycle du MIT sur la durabilité.

## Artistes Trashion

### Marina DeBris
Marina DeBris est une éco-designer et militante écologiste d'Australie, qui a déménagé à Los Angeles et a commencé à créer de l'art à partir de la pollution des océans en 2009. Sa mission est de sensibiliser au problème de la pollution mondiale à travers la mode et les installations artistiques. Elle a commencé juste à ramasser les ordures sur les plages, mais a décidé que ce n'était pas suffisant.

### Nancy Judd
Nancy Judd de Recycle Runway s'efforce de changer la façon dont les gens vivent sur terre grâce à des expositions innovantes qui présentent ses créations de mode durables faites à partir de déchets. Le travail de Nancy a été parrainé par des organisations internationales telles que Delta Air Lines, Toyota, Coca-Cola et Target, et l'une de ses pièces a été acceptée dans la collection permanente du Smithsonian en 2011.
La défenseure de l'environnement et artiste publique Nancy Judd installe des expositions itinérantes de la collection Recycle Runway dans des lieux à fort trafic tels que les musées, les centres commerciaux et les aéroports.
Nancy Judd crée également des œuvres d'art public spécifiques au site, souvent dans le cadre d'ateliers communautaires. À Lincoln City, sur la côte de l'Oregon, on lui a demandé de créer la robe Jellyfish, un vêtement utilisant des sacs en plastique qui a attiré l'attention sur les problèmes de conservation marine. À Chapel Hill, en Caroline du Nord, elle a utilisé des pneus à chambre à air dans Tire-less Couture pour montrer l’engagement de la ville à encourager les citoyens à conduire moins et à utiliser les nouvelles pistes cyclables.
Nancy utilise ses sculptures pour capter l’attention des gens et inspirer des actions dans leur vie pour aider à prendre soin de la planète. Elle accomplit cela en prononçant des discours engageants et en organisant des éco-événements créatifs pour les adultes et les enfants en conjonction avec ses expositions, ses commandes d'art public et ses commandites de sculptures.
Nancy a lancé Recycled Runway alors qu'elle travaillait comme coordonnatrice du recyclage pour la ville de Santa Fé, puis comme directrice exécutive de la New Mexico Recycling Coalition. Elle a reconnu que l'art et la mode pouvaient être utilisés pour élever la conscience environnementale du public d'une manière amusante et positive.
En 1998, Nancy a cofondé le Recycle Santa Fe Art Market & Fashion Contest, un événement artistique populaire dans la destination artistique internationale de Santa Fé, au Nouveau-Mexique. S'appuyant sur sa longue expérience d'artiste, elle a commencé à créer des modes revisitées pour promouvoir cet événement.
Cela a conduit à la formation de la Recycle Runway Collection qui a été exposée à l'échelle internationale et a reçu l'attention des médias du monde entier, y compris un article en première page du Wall Street Journal.